# دموکراتیک‌سازی دانش
دموکراتیک‌سازی دانش به معنی آموزش و توزیع دانش در میان عموم مردم (و نه گروهی از نخبگان خاص مثل دانش آموزان و دانشگاهیان) است. این مسئله متضمن جنبه‌های اجتماعی مثبت و منفی است که خصوصاً با توجه به ظهور عصر اطلاعات، باید به آنها توجه کرد. کتابخانه‌ها و به‌خصوص کتابخانه‌های عمومی، نقشی مهم در دموکراتیک‌سازی دانش دارند، زیرا اطلاعات را بدون تبعیض، در اختیار عامه مردم قرار می‌دهند.